# Chrysocolaptes
Chrysocolaptes, ook wel goudrugspechten genoemd, is een geslacht van vogels uit de familie van de spechten (Picidae). De wetenschappelijke naam van het geslacht is voor het eerst geldig gepubliceerd in 1843 door Blyth.

## Soorten
De volgende soorten zijn bij het geslacht ingedeeld:
- Chrysocolaptes erythrocephalus Sharpe, 1877 – Roodkopgoudrugspecht
- Chrysocolaptes festivus (Boddaert, 1783) – Witnekspecht
- Chrysocolaptes guttacristatus (Tickell, 1833) – Grote goudrugspecht
- Chrysocolaptes haematribon (Wagler, 1827) – Luzongoudrugspecht
- Chrysocolaptes lucidus (Scopoli, 1786) – Sultanspecht
- Chrysocolaptes socialis Koelz, 1939    – Malabargoudrugspecht
- Chrysocolaptes stricklandi (Layard, EL, 1854) – Ceylonese goudrugspecht
- Chrysocolaptes strictus (Horsfield, 1821) – Horsfields goudrugspecht
- Chrysocolaptes validus (Temminck, 1825)   – Oranjerugspecht
- Chrysocolaptes xanthocephalus Walden & Layard, EL, 1872 – Geelkopgoudrugspecht